# Насауски род
Насауският род (на немски: Haus Nassau) е немски благородническа фамилия от европейска значимост. Началото на рода е поставено през 10 век. Първите му представители са графове на Лауренбург на Лан. От тази фамилия произлиза германо-римският крал Адолф от Насау. От Насауския дом произлизат две от управляващите днес фамилии в Европа, кралската фамилия на Нидерландия и великохерцогската фамилия от Люксембург. Уилям III Орански, един Агнат на Насауския дом, е крал на Англия, Шотландия и Ирландия е от 1689 до 1702 г.